# Béguédo
Pour le département et la commune rurale, voir Béguédo (département).
Ne doit pas être confondu avec Béguédo-Peulh.
Béguédo est un village chef-lieu du département et la commune rurale de Béguédo, situé dans la province du Boulgou et la région du Centre-Est au Burkina Faso.
En 2003, le village comptait 14 692 habitants (estimation). En 2006, il comptait 15 339 habitants (données consolidées).

## Géographie
Le village est traversé par la route nationale 17.

## Santé et éducation
Béguédo accueille un centre de santé et de promotion sociale (CSPS) tandis que le centre médical avec antenne chirurgicale (CMA) se trouve à Garango.